# Aeroportul Kotlas
Aeroportul Kotlas (IATA: KSZ, ICAO: ULKK) este un aeroport din Kotlas, Kotlas Urban Okrug⁠(d), Regiunea Arhanghelsk, Rusia ce deservește zona Kotlas. Aeroportul a fost tranzitat în 2017 de 9.833 de pasageri. A fost numit după zona deservită.
Situat la o altitudine de 56 m, aeroportul dispune de 1 pistă. Este operat de Transair-Gyraintiee⁠(d).

## Infrastructură

### Piste
Aeroportul dispune de o singură pistă. Pista are orientarea 13L/31R. 